# Arago Sport Orléanais
L'Arago Sport Orléanais, anche nota come Arago Orléans, è una società polisportiva francese d'Orléans, fondata nel 1889. La sezione più importante fu quella dedicata al calcio, attiva dal 1902 al 1976.

## Storia
La società fu fondata nel 1889 come Conférence Saint-Paterne, successivamente ribattezzata Athletic Club Saint-Paterne , e nel 1902 divenne Arago Sport d'Orléans, anno in cui venne fondata la sezione di calcio. I colori del club, che gioca nello stadio di rue Moine, sono il bianco e il rosso. Il nome Arago è un omaggio alla memoria di un comandante di battaglione caduto nella guerra franco-prussiana del 1870.

## Sezione calcio

### Storia
La sezione calcistica della polisportiva Arago sport orléanais, fondata nel 1889, venne attivata nel 1902.
Nel 1945 il club arriva ai quarti di finale della Coupe de France, diventando così l'unico club amatoriale ad essere giunto così in alto, anche se viene poi eliminato dal Red Star. La stagione seguente, l'Arago gioca invece contro lo Stade Reims. Durante questo periodo, l'ASO domina il campionato della Région Centre, dove vince due titoli consecutivi sotto la guida di Jules Vandooren, che pur non garantendo l'accesso automatico alla categoria superiore, hanno consentito alla società di accedere al Championnat de France amateur. Per questo nuovo campionato, Bernard Bienvenu diventa allenatore del club classificandosi al 5º posto prima e al 2º poi nel gruppo ovest. L'anno seguente la squadra viene allenata da André Martin che conferma l'ASO come miglior club della zona centro.
Dal 1952 Pierre Bini diviene l'allenatore, arrivando sempre tra le prime cinque. Nel 1955-1956 però giunge al 12º posto, che causa la retrocessione al livello regionale. Jules Vandooren torna allora al comando del club, portandolo a vincere il titolo regionale. Sebbene seguano tre buone stagioni al livello nazionale (compreso un 2º posto), l'allenatore viene esonerato in favore di René Pavot, con il quale la squadra vince il gruppo ovest del Championnat de France amateur 1961-1962. Nelle seguenti due stagioni il club termina a metà classifica. Nel 1964 Jules Vandooren fa il suo terzo ed ultimo ritorno al club per due stagioni, nelle quali arriva una nuova retrocessione in Division d'Honneur. Nell'estate del 1969 Jean-Baptiste Bordas prende la guida del club con cui arriva al secondo posto in Division d'Honneur, guadagnando la promozione in Division 3 (1970-1977). Bordas allena il club durante le otto stagioni in D3, sempre concluse tra il 5º e il 13º posto.
Nel 1976 l'Arago si fonde con l'US Orléans, dando vita all'US Orléans Arago.